# An-Nisa
An-Nisa' (en árabe: ٱلنساء‎, An-Nisāʾ, 'Las mujeres') es el cuarto capítulo (sura) del Corán, que consta de 176 versos (āyāt). El título se deriva de las numerosas referencias a las mujeres a lo largo del capítulo, incluidos los versículos 4:34 y 4:127-130.

## Resumen
- 1 Sobre el Hombre y su Creador
- 2-5 Huérfanos, el deber de los tutores para con ellos 6-13 La ley de la herencia
- 14-15 El castigo de las adúlteras
- 16-17 Se ordena el arrepentimiento
- 18-19 Derechos de la mujer 20-27 Titulaciones legales y prohibidas en el matrimonio
- 28-30 Prohibido el juego, la rapiña y el suicidio
- 31-33 Reconocimiento de la superioridad del hombre sobre la mujer
- 34 Conciliación del marido y la mujer
- 35-36 Los padres, los huérfanos, los pobres, etc. deben ser tratados con amabilidad.
- 37-41 Se condena la hipocresía en la limosna
- 42 Se prohíbe la oración a los borrachos e intoxicados
- 43-45 se denuncia a los judíos que se burlan
- 46-53 la idolatría un pecado imperdonable
- 54-55 Las recompensas de la fe y la infidelidad
- 56 Las confianzas se devolverán fielmente
- 57-68 Disputas que resolverán Dios y su Apóstol
- 69-74 Precauciones, etc., al luchar por la fe
- 75-84 Los desobedientes y cobardes reprobados
- 85 Saludos a devolver
- 86-90 Trato a los hipócritas y apóstatas
- 91-93 Creyentes que no deben ser asesinados o saqueados
- 94-99 Creyentes en países paganos para volar a tierras musulmanas
- 100-102 Orden especial para la oración en tiempo de guerra
- 103 Exhortación al fervor por el Islam
- 104-114, 133 Se denuncia el fraude
- 115-125 Se compara la idolatría y el Islam
- 126 Se obliga a la equidad en cuanto al trato con las mujeres y huérfanos
- 127-129 Las esposas deben estar sujetas a la voluntad de sus maridos
- 130-132 Dios debe ser temido
- 134-138 Se exhorta a los musulmanes a perseverar
- 139-143 Los hipócritas deben ser evitados
- 144-151 La recompensa de la hipocresía y la fe comparada
- 152-154 Se debe destruir a los judíos atrevidos y desobedientes
- 155-158 Los judíos que difaman a María y a Jesús
- 159-160 Ciertos tipos de alimentos prohibidos a judíos como castigo
- 161-168 La inspiración de Mahoma como la de otros profetas
- 169-174 Cristianos reprobados por su fe en Jesús como el Hijo de Dios y en la doctrina de la Trinidad
- 175 La ley de herencia para parientes lejanos.[4]

Esta sura medinesa tiene como objetivo proteger a la comunidad musulmana recién formada describiendo el comportamiento aceptable entre ellos. Se exhibe el papel del Corán como fuente legal, es decir, como una Autoridad y su capacidad para dar forma a la comunidad. La sura tiene como objetivo erradicar las prácticas anteriores de las comunidades árabes paganas que ya no se consideran morales en la sociedad musulmana. Por ejemplo, la sección de esta sura sobre el trato justo con las niñas huérfanas (4:2-4) aborda la práctica árabe preislámica de casarse con niñas huérfanas para tomar sus propiedades.
El shirk, que es la idolatría y el politeísmo se considera la peor forma de infidelidad (4:48 y 4:116), y se identifica en el Corán como el único pecado que Dios no perdonará.
Temáticamente, an-Nisā no solo aborda las preocupaciones sobre las mujeres, sino que también analiza la herencia, las leyes matrimoniales, cómo tratar con los niños y los huérfanos, las prácticas legales, la ŷihād, las relaciones entre las comunidades musulmanas y la Gente del Libro (cristianos y judíos), la guerra y el papel de Jesús como profeta, en lugar del hijo de Dios como afirman los cristianos. Además, al hablar de la guerra, esta sura anima a la comunidad musulmana a luchar por los vulnerables en la guerra, como lo demuestra 4:75: «¿Por qué no luchar por la causa de Dios y por los hombres, mujeres y niños oprimidos que clama: '¡Señor, líbranos de esta ciudad cuyo pueblo es opresor! ¡Por tu gracia, danos un protector y danos una ayuda!'?».
La sura aborda una multitud de problemas que enfrentaba la primera comunidad musulmana y responde a los desafíos que enfrentó la comunidad. La amplia variedad de temas que se abordan en la sura y su extensión dificultan la división en estructuras literarias. Sin embargo, basándose en un estudio de los temas presentes en cada sección de la sura, Amīn Ahsan Islāhī divide la sura en tres secciones basadas en temas: reforma social, la comunidad islámica y sus oponentes, y una conclusión. Mathias Zahniser presenta un medio alternativo para analizar la estructura de esta sura. Afirma que el tema central de esta sura es el discurso a los cristianos. Ha llegado a esta conclusión basándose en el examen de la estructura de la sura basada en dispositivos como los paralelos, la repetición y la composición del anillo. Sin embargo, Carl Ernst admite que se necesitan más trabajos en este tipo de análisis estructural para comprender mejor la composición de suras tan extensas.
En El Corán y la mujer (1999), Amina Wadud coloca las interpretaciones del Corán en tres categorías: tradicional, reactiva y holística. El tipo de interpretación que uno aplica a la sura 4 influye mucho en la perspectiva de uno sobre el papel de la mujer dentro de la sociedad musulmana. Tomando el tercer enfoque, un enfoque holístico permite una lectura feminista del Corán, que es particularmente relevante para an-Nisā y puede remodelar la comprensión de esta sura.

## Clasificación
Con respecto al momento y el trasfondo contextual de la revelación (Asbāb al-nuzūl), es una sura medinesa, como lo confirma Muhammad Husayn Tabataba'i, quien afirma que la sura debe haber sido revelada después de la Hégira basándose en el tema central.
Aunque an-Nisā aparece típicamente como la cuarta sura, según la clasificación de Nöldeke de suras, basada en las tradiciones islámicas, Las Mujeres se reveló aproximadamente como la centésima sura. Amir-Ali lo coloca como la 94.ª sura, mientras que Hz. Osman e Ibn`Abbas creen que es el 92.º. Ja`fer es-Sadik lo ubica como reveló la sura 91. Según la legislación sobre huérfanos, la sura probablemente se reveló después de que muchos musulmanes muriesen en la Batalla de Uhud, dejando numerosos inválidos en la nueva comunidad musulmana. La revelación, por lo tanto, comenzó alrededor del año tres, según el calendario islámico, pero no se completó hasta el año ocho. En consecuencia, partes de esta sura, la segunda más larga del Corán, se revelaron al mismo tiempo que fragmentos de La Examinada (sura 60). Sin embargo, la sura muestra cierta coherencia temática, a pesar de su revelación inconexa y continua.
Además, en lo que se refiere a la ubicación de esta sura dentro del Corán en su conjunto, Neal Robinson señala lo que él llama la «unión» de las suras. Basado en esta idea de estructura, una sura termina con un tema que se retoma inmediatamente en la siguiente sura. La familia de 'Imran (sura 3), incluye una discusión sobre el hombre y la mujer cerca del final de la sura (3.195). Este tema continúa al comienzo de la sura 4: «Gente, tengan presente a su Señor, que los creó de una sola alma, y de ella creó a su pareja, y de la pareja de ellos se extendieron innumerables hombres y mujeres a lo largo y ancho. amplia; tened memoria de Dios, en cuyo nombre os pedís unos a otros». Esta combinación puede indicar un proceso editorial complejo involucrado en el pedido de las suras.

## Interpretación

### 3 instituciones de matrimonio y esclavitud
No se casen con las huérfanas que han criado si temen no ser equitativos, mejor cásense con otras mujeres que les gusten: dos, tres o cuatro. Pero si temen no ser justos, cásense con una sola o con una esclava, porque es lo mejor para evitar cometer alguna injusticia.

Una explicación detallada de este verso se da en la 'interpretación' (tafsir) de Ibn Kathir, un erudito de la era mameluca:

4:3 La Ayah manda, si temes que no podrás hacer justicia entre tus esposas casándote con más de una, entonces cásate solo con una esposa, o te satisfaces solo con mujeres cautivas.

Al-Jalalayn, dice:

4: 3 Cada hombre puede casarse con dos, tres o cuatro, pero no exceda esto; pero si temes no serás equitativo con ellos en términos de sus gastos y participación individual; luego casarse con una sola o limitarse a lo que su mano derecha posee de esclavas, ya que estas no tienen los mismos derechos que las esposas; por lo tanto, al casarse con sólo cuatro o sólo uno, o recurrir a esclavas, es más probable que esté más cerca en el resultado de que no será injusto que no será injusto.

### 15-16 Relaciones sexuales ilegales
En los versículos 4:15-16 se establecen las directivas preliminares para el castigo por las relaciones sexuales ilegales. El primer verso trata sobre las mujeres. El castigo establecido fue confinarlos hasta que se revelaran más directivas. El segundo verso (16) se relaciona con ambos sexos. La orden judicial establece que deben ser castigados, es decir, deben ser golpeados y reprochados públicamente. Más tarde, se reveló otro mandato (sura An-Nur, verso 24:2) que establecía que tanto el hombre como la mujer deberían recibir cien latigazos.

### 22-23 Incesto
Los versos 4:22-23 cubren qué clases de mujeres dentro de la propia familia con las que el matrimonio o las relaciones sexuales se considerarán ḥarām, es decir, prohibidas.
Estas relaciones y limitaciones se definen y desarrollan dentro de Tafsir al-Jalalayn.

### 34 Amonestación, destierro y azotes
4:34 Los hombres son los protectores y mantenedores de las mujeres, porque Dios ha hecho que uno de ellos supere al otro, y porque gastan (para mantenerlos) con sus recursos. Por lo tanto, las mujeres justas son Qanitat y guardan en ausencia del esposo lo que Allah les ordena guardar. En cuanto a aquellas mujeres en cuya parte ves mala conducta, amonestalas, abandónalas en sus camas y golpéalas, pero si vuelven a la obediencia, no busques un medio contra ellas. Ciertamente, Allah es siempre el más alto, el más grande.

Hay una serie de interpretaciones del árabe original de 4:34. Algunas interpretaciones incluyen el adverbio «levemente» o «ligeramente», a pesar de que ello no esté presente en el mismo texto árabe.
Se da una explicación de este verso en la 'interpretación' (tafsir) de Ibn Kathir, un erudito de la era mameluca. : 4:34 La Enciclopedia del Islam y el mundo musulmán describen el versículo 4:34 como el verso menos igualitario del Corán.
Algunos musulmanes, como los grupos feministas islámicos, argumentan que los hombres musulmanes usan el texto como excusa para la violencia doméstica.

### 48 Idolatría y politeísmo
4:48 En verdad, Alá no perdona que se establezcan socios con Él (en la adoración), sino que perdona excepto a quien Él quiere; y quien se asocia con Allah en la adoración, ciertamente ha inventado un pecado tremendo.

Tafsir, Ibn Kathir dice: «realmente, Alá no perdona que se establezcan socios con Él (en la adoración), es decir, no perdona a un sirviente si lo encuentra mientras está asociando socios con Él». : 4:48 En An Enlightening Commentary into the Light of the Holy Qur'an vol. 4 dice: «el politeísmo es la peor forma de pecado y es una barrera contra el perdón divino».

### 59 Versículo de obediencia
4:59 "¡Oh, creyentes! Obedeced a Allah y obedeced al Mensajero y a los que tienen autoridad entre vosotros. Si difiereis en algo entre vosotros, refiérelo a Allah y Su Mensajero, si creéis en Allah y en el Último Día: Eso es mejor y más adecuado para la determinación final. 

### 69 Mártires y justos
Muhammad ibn Sulayman mencionó que al-Sadiq le transmitió a su anciano padre, Abu Muhammad ibn Sulayman, sobre el siguiente verso: «y quien obedezca a Alá y al Mensajero, esos estarán con aquellos a quienes Alá ha concedido el favor de los profetas, el firmes afirmadores de la verdad, los mártires y los justos. Y excelentes son aquellos como compañeros». (4:69) que dice: «el Mensajero de Alá en este versículo es de los profetas, y nosotros (Ahl al-Bayt) en este tema somos los veraces y los mártires y todos ustedes, (nuestros seguidores), son los justos, así que adopten este nombre».

### 74-76 Versos de espada
Según Dipak Kutha, «gran parte de la justificación religiosa de la violencia contra los no creyentes (Dar ul Kufr) por parte de los promotores de la yihad se basa en los 'versos de la espada' del Corán». Tradicionalmente, los musulmanes hablan de «el verso de la espada», en singular, es decir 9:5). También el verso 4:76 contiene pasajes que podrían interpretarse para respaldar la violencia,
Según Ibn Kathir:

Así que lucha contra aquellos que intercambian la vida de este mundo con el Más Allá, por la causa de Alá, y quien luche por la causa de Alá, y muera u obtenga la victoria, le concederemos una gran recompensa. ¿Y qué te pasa que no luchas por la causa de Alá y por los débiles, maltratados y oprimidos entre hombres, mujeres y niños, cuyo grito es: "¡Señor nuestro! Líbranos de esta ciudad cuya gente está opresores; y levanta para nosotros de ti a uno que proteja, y levanta para nosotros de ti a uno que ayudará a los que creen, luchen por la causa de Alá, y a los que no creen, luchen por la causa del Taghut . amigos de Shaytán ; siempre débil es el complot de Shaytán.

Tafsir Ibn Kathir dice que «por lo tanto, los creyentes luchan en obediencia a Alá y para obtener su complacencia, mientras que los infieles luchan en obediencia a Shaytán. Alá anima a los creyentes a luchar contra sus enemigos». : 4.74 - 4:75  El Islam permite la guerra en defensa propia (22:39), para defender el Islam (en lugar de difundirlo), para proteger a aquellos que han sido expulsados de sus hogares por la fuerza por ser musulmanes (22:40) y para proteger a los inocentes que están siendo oprimidos (4:75).
«Algunos pensadores musulmanes en el pasado y algunos musulmanes radicales hoy... (digamos sobre el versículo 4:76)... los llamados 'versos de la espada', han abrogado [revocado o anulado] los versículos que solo permiten la guerra en defensa. Usaron estos 'versos de la espada' para justificar la guerra contra los infieles como una herramienta para difundir el Islam». Pero la idea de un conflicto total y sin restricciones es completamente antiislámica (según otros versículos del Corán)».

### 89-90 Mátalos donde los encuentres
4:89 Quieren que rechaces la fe, como ellos rechazaron, y que así todos seáis iguales (como los demás). Así que no les quites Awliya ', hasta que emigren en el camino de Allah. Pero si se vuelven atrás, tómalos y mátalos donde los encuentres, y no les quites ni a Awliya 'ni a sus ayudantes.

4:90 Excepto los que se unen a un grupo, entre tú y los que hay un tratado (de paz), o los que se acercan a ti con el pecho refrenándose tanto de pelear contigo como de pelear contra su propia gente. Si Alá hubiera querido, ciertamente les habría dado poder sobre ti, y ellos habrían luchado contigo. Entonces, si se apartan de ti y no luchan contra ti, y te ofrecen la paz, entonces Allah no te ha abierto camino contra ellos.

Muhammad aconseja a sus compañeros que eviten tomar a estos individuos como ayudantes o guardianes. Al-Awfi informó de Ibn Abbás, si abandonan la Hégira, As-Suddi dijo que esta parte de la aya significa: «si hacen pública su infidelidad, tómalos y mátalos donde los encuentres, y no tomes ni awliya ni ayudantes de ellos». Sin embargo, Ibn Kathir aclara que no se debe luchar contra los no combatientes, aquellos que son neutrales o que dudan en luchar y aquellos que te ofrecen la paz.

### 116 Shirk
4: 116 Dios no perdona (el pecado de) unirse a otros dioses con él; pero a quien Él agrada, perdona otros pecados distintos de este: el que une a otros dioses con Dios, se ha desviado muy, muy lejos (de la derecha). Traducción Yusuf Ali (Orig. 1938) [40]

Tafsir Ibn Kathir dice que el «shirk no será perdonado, en realidad los idólatras adoran a shaytán».

### 127-130 Mujeres huérfanas, deserción del marido y deseo de paz matrimonial
Estos versículos cubren temas asociados con las mujeres huérfanas; deserción del marido y conveniencia de la paz marital. : 4:127–130 

### 145 hipócritas
En el kitab al-Kafi, Ya'far al-Sadiq escribe una carta a sus compañeros subrayando la importancia de obedecer a Alá, a su Mensajero y a la Wali al Amr ('progenie de Muhammad'), llegando a decir que aquellos que desobedecen y niegan sus virtudes son «mentirosos e hipócritas». Afirma que estos son los individuos descritos como «hipócritas» en el versículo, «De hecho, los hipócritas estarán en las profundidades más bajas del Fuego, y nunca les encontrarás ayuda».

### 157 punto de vista islámico sobre la muerte de Jesús
En el tafsir de Ibn Kathir se da una explicación de la visión islámica de Jesús como profeta, más que como el hijo de Dios, como afirman los cristianos. : 4:157 
4: 157 Y debido a que dijeron: "Matamos a Al-Masih` Isa, hijo de Maryam, el Mensajero de Allah ", pero no lo mataron, ni lo crucificaron, pero les pareció así, y a los que difieren ahí están llenos de dudas. No tienen ningún conocimiento (seguro), no siguen nada más que conjeturas. Por seguro; no lo mataron. 

### 171 visión islámica de la Trinidad
4: 171 Alá es un solo Dios. Exaltado es Él por encima de tener un hijo. 